# Aktion Sonnenschein
Die Stiftung Aktion Sonnenschein – Hilfe für das mehrfach behinderte Kind ist eine Organisation mit Sitz in München, die die Integration von Kindern mit und ohne Behinderungen fördert.

## Geschichte
Im März 1968 erfolgte die Gründung von Theodor Hellbrügge in Form eines integrativen Montessori-Kindergartens. Anlass dafür waren seine Beobachtungen, dass ein gesundes Kind in Heimen in seiner Entwicklung zurückbleibt. Hellbrügge hatte sich in den 1960er Jahren intensiv mit der Früherkennung von Entwicklungsstörungen bei Kindern beschäftigt, wofür er neue Methoden der Frühdiagnostik und Frühtherapie entwickelte. Sein Konzept für die mehrdimensionale Diagnostik und mehrdimensionale Therapie sah die gemeinsame Erziehung von Kindern mit und ohne Behinderung vor. Mit einer ersten Grundschulklasse im Jahr 1970 entstand die Private Sonderschule für Lernbehinderte – Modellschule nach Maria Montessori. Im Jahr 1977 entstand die dazugehörige Heilpädagogische Tagesstätte. Letztendlich entstand 1985 das Kinderzentrum München, das heute unter der Trägerschaft des Bezirks Oberbayern steht. Zu diesem Zeitpunkt war es eine Institution, in der erstmals alle Fachkräfte zusammenarbeiten und ausgebildet werden konnten. Erst 1996/97 erhielt die Schule die Bezeichnung „Montessori-Schule der Aktion Sonnenschein e.V., Privates sonderpädagogisches Förderzentrum, Schule für Kinder mit und ohne sonderpädagogischen Förderbedarf“ und somit die Genehmigung als sonderpädagogisches Förderzentrum. Im Jahr 2003 erfolgte die Gründung der Stiftung der Aktion Sonnenschein – Hilfe für das mehrfach behinderte Kind. Die pädagogischen Einrichtungen wurden dabei in eine Tochtergesellschaft, die gemeinnützige Schul-GmbH der Aktion Sonnenschein ausgegliedert.
Den integrativen Montessori-Bildungseinrichtungen wird eine Schlüsselfunktion für die Ausbreitung gemeinsamer Erziehung im Elementarbereich und in der Schule zugewiesen: mit der Praxis der Münchener Integrativen Montessori-Grundschule (1970) und der Berliner Fläming-Grundschule wurde die bis dato in den bildungspolitischen Empfehlungen geltende Forderung „so viel Integration wie möglich und so wenig Segregation wie notwendig“ durch das „Gleichheitsrecht auf den Besuch der allgemeinen Schule“ und die Prämisse „Integration ist unteilbar“ ersetzt.

## Pädagogische Einrichtungen
Die Gemeinnützige Schul-GmbH der Aktion Sonnenschein ist Träger mehrerer pädagogischer Einrichtungen. Die Betreuung und Förderung der Kinder erfolgt nach den Prinzipien von Maria Montessori.
Den Integrationskindergarten der Stiftung besuchten zurzeit rund 45 Kinder mit und ohne Behinderung. Knapp ein Drittel der Kinder hat eine bzw. mehrere Behinderungen oder ist davon bedroht. Die Kinder werden in Kleingruppen von zwei Pädagogischen Fachkräften, von denen mindestens einer eine Montessori-Ausbildung hat, betreut.
Die Montessori-Schule ist ein sonderpädagogisches Förderzentrum in privater Trägerschaft mit der Besonderheit, dass eine Hälfte der Schüler sonderpädagogischen Förderbedarf hat und die andere Hälfte nicht. Das Sonderpädagogische Förderzentrum der Stiftung ist staatlich genehmigt. Es werden dort ca. 600 Schüler nach den Prinzipien der Montessori-Pädagogik unterrichtet. Die Schule besteht aus einer schulvorbereitenden Einrichtung, einer Grund- und Hauptschule (1. bis 9. Jahrgangsstufe) + M 10, sowie einem Zweig zur individuellen Lebensbewältigung (1.–12. Jahrgangsstufe).
Eine schulbegleitende, zusätzliche Unterstützung und gezielte heilpädagogische Förderung erfährt ein Teil der Schüler mit Behinderung (ca. 65 Schüler) nach der Schulzeit in der Heilpädagogischen Tagesstätte. Die HpT betreut Kinder, Jugendliche und junge Erwachsene im Alter zwischen 7 und 20 Jahren. Dort werden sie speziell in den Bereichen gefördert, in denen sie, aufgrund ihrer Behinderung, besondere Unterstützung benötigen. Die Betreuung erfolgt durch zwei pädagogische Fachkräfte pro Gruppe.

## Ziele
Die Stiftung hat sich dem Prinzip der gemeinsamen Erziehung von Kindern mit und ohne Behinderung verpflichtet. Unterstützt wird die soziale Integration der Kinder durch Montessori-Pädagogik. Eine der Leitideen von Maria Montessori war es, dass sich Lernen an den individuellen Bedürfnissen und Fähigkeiten des Kindes orientieren muss. 

„Im gemeinsamen Unterricht behinderter und nicht behinderter Kinder soll der unbefangene Umgang miteinander, der im Kleinkindsalter ganz natürlich vorhanden ist, erhalten und ausgebaut werden. Es geht nicht darum, die behinderten Kinder mitleidig zu verwöhnen und ihnen eine heile Welt vorzuspiegeln, und es geht nicht darum, mit ihnen Dressurkunststücke zu veranstalten. Es geht darum, ihre Menschenwürde zu stärken und ihre Selbstachtung zu entwickeln. Es geht darum, ihnen die nötige Hilfe zu geben, damit sie menschlich, intellektuell und praktisch das leisten, was sie leisten können und wollen. [...] Förderung durch Fordern des dem einzelnen möglichen, ist einer der Grundsätze der Montessori-Pädagogik, um Achtung, Selbstachtung und Unbefangenheit im Umgang miteinander zu entwickeln.“

Insbesondere ist Ziel der Stiftung,
- Behinderung möglichst zu vermeiden,
- (drohende) Behinderungen möglichst frühzeitig zu erkennen und ihnen möglichst frühzeitig entgegenzuwirken,
- vorhandene Behinderungen oder deren Auswirkung durch medizinische, psychologische, therapeutische,  pädagogische oder ähnliche Maßnahmen zu verringern, zu lindern oder soweit möglich zu beheben,
- kompensatorische Fähigkeiten aufzubauen,
- Selbstständigkeit und Unabhängigkeit zu erlangen,

um damit zur Entfaltung aller Anlagen und Befähigung beizutragen, die Integration in die Gesellschaft und in das Arbeitsleben zu fördern, insbesondere die Grundlage für die soziale und berufliche Eingliederung zu schaffen.